# Fest Marsch
Fest Marsch (Marcia di festa) op. 452, è una marcia di Johann Strauss II.

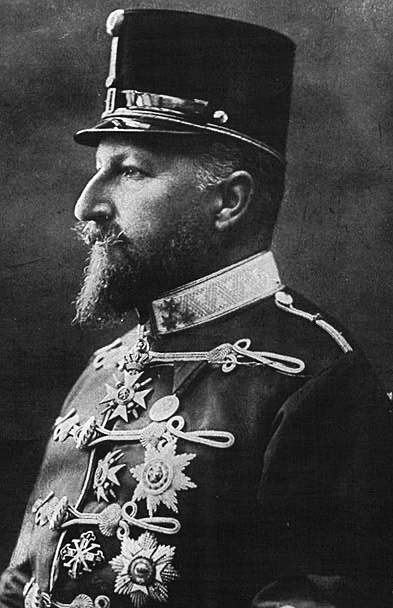
Ferdinando I di Bulgaria

Quarantasei anni dopo aver composto la sua prima Fest-Marsch op. 49, Johann Strauss, scrisse un secondo lavoro con questo titolo. La sua marcia fu uno dei due omaggi musicali in occasione del matrimonio fra il principe Ferdinando di Bulgaria (1861-1948) e la principessa Maria Luisa di Borbone-Parma (1870-99). Le celebrazioni del matrimonio si svolsero nella casa della famiglia della sposa, villa Pianola in Italia, il 20 aprile 1893. Oltre alla marcia che Strauss dedicò al principe, Johann compose anche il valzer Hochzeitsreigen op.453 che dedicò alla giovane principessa.
Johann Strauss era in buoni rapporti con il principe Ferdinando, poiché fu anche grazie all'intercessione di quest'ultimo che Strauss riuscì ad ottenere il permesso per sposare Adele, la sua terza moglie, il 15 agosto 1887.
L'occasione ideale per rappresentare la Fest-Marsch si presentò il 4 giugno 1893 ad un concerto al quale presero parte tutti i musicisti dei reggimenti delle bande militari stazionate a Vienna in quel periodo. La manifestazione ebbe luogo al Prater davanti ad un pubblico di 10.000 spettatori.
Quando il lavoro fu eseguito all'anteprima del concerto, il giornale Fremden-Blatt il 4 giugno 1893 scrisse in modo entusiastico:
(Fremden-Blatt)
Il brano ebbe talmente successo che subito fu necessario ripeterlo e la recensione fu favorevole su tutti i giornali; il 6 giugno 1893, il Fremden-Blatt scrisse, per esempio:
(Fremden-Blatt)
La Fest-Marsch venne eseguita nella sua versione orchestrale, insieme con il valzer Hochzeitsreigen, ad un concerto di Eduard Strauss nel Musikverein di Vienna 12 novembre 1893. Marcia e valzer furono diretti personalmente da Johann Strauss ed il pubblico rispose in entrambi i casi con gli applausi più tumultuosi.